# Ducula galeata
Il piccione imperiale delle Marchesi o piccione imperiale delle Isole Marquesas (Ducula galeata Bonaparte, 1855) è un uccello della famiglia dei Columbidi diffuso nelle isole Marchesi.